# Maximilian von Pitner
Maximilian von Pitner (ur. 16 grudnia 1833 w Grazu, zm. 21 października 1911 tamże) – oficer Kaiserliche und Königliche Kriegsmarine w stopniu admirała, admirał portu i dowódca twierdzy w bazie marynarki w Poli. 

## Życiorys
W 1848 roku wstąpił do Wyższej Szkoły Marynarki Wojennej w Wenecji. Jako kadet uczestniczył w blokadzie morskiej miasta i bombardowaniu Ankony. W trackie wojny duńskiej służył na okręcie liniowym SMS „Kaiser” jako adiutant adm. von Wüllerstorfa. Jako dowódca fregaty SMS „Donau” uczestniczył w działaniach morskich podczas wojny prusko-austriackiej, w tym w bitwie pod Lissą, podczas której osłaniał wycofywanie się uszkodzonego okrętu pancernego SMS „Kaiser” do portu w San Giorgio. W latach 1869-1871 dowodził korwetą SMS „Erzherzog Friedrich”. Na tym stanowisku odbył rejsy do Azji i Ameryki Południowej. W 1871 został dyrektorem kancelarii w Departamencie Marynarki Ministerstwa Wojny. Stanowisko to pełnił do 1883 roku, kiedy to objął dowództwo nad eskadrą na Adriatyku, a w 1884 otrzymał nobilitację od cesarza Franciszka Józefa. Rok później powrócił do Wiednia, gdzie został szefem Wydziału Technicznego Departamentu Marynarki. W 1886 roku mianowany admirałem portu i dowódca twierdzy w Poli. 26 marca 1898 roku został awansowany do stopnia admirała i w tym samym roku przeszedł w stan spoczynku. 

## Odznaczenia
Odznaczenia adm. von Pitnera to między innymi:
- Kawaler Orderu Korony Żelaznej II klasy
- Komandor Orderu Franciszka Józefa
- Kawaler Orderu Leopolda z dekoracją wojenną
- Medal Zasługi Wojskowej na czerwonej wstędze
- Order Świętej Anny II klasy z mieczami i koroną (Imperium Rosyjskie)
- Order Królewski Korony I klasy (Prusy)
- Order Orła Czerwonego II klasy z gwiazdą (Prusy)
- Krzyż Wielki Orderu Korony Rumunii (Rumunia)
- Komandor Orderu Świętych Maurycego i Łazarza (Włochy)
- Komandor Orderu Zbawiciela (Grecja)
- Komandor Orderu Guadalupe (Meksyk)
- Komandor Orderu Korony Tajlandii (Syjam)
- Order Medżydów III klasy (Imperium Osmańskie)
- Komandor Orderu Daniły I (Czarnogóra)
- Oficer Legii Honorowej (Francja)